# Mario Laserna Pinzón
Mario Alberto Laserna Pinzón (París, 21 de agosto de 1923-Ibagué, 16 de julio de 2013) fue un educador, diplomático, filósofo, matemático, humanista, escritor y político colombiano nacido en Francia.
Fue el fundador de la Universidad de los Andes de Colombia. . También se desempeñó como rector de la Universidad Nacional de Colombia. Director de la Revista Semana (1952-1953), fundador, propietario y director del diario independiente El Mercurio (1955) en el gobierno de Gustavo Rojas Pinilla. Director del periódico La República (1972 - 1975).
En el ámbito político fue concejal de Bogotá e Ibagué en los años 70, Embajador de Colombia en Francia en el gobierno de Alfonso López Michelsen, y ante Austria por el gobierno de Virgilio Barco. También formó parte de la Asamblea Nacional Constituyente de 1991 como asesor  y fue senador por la Alianza Democrática M-19.

## Biografía
Mario Laserna nació en París el 21 de agosto de 1923, en el seno de una acaudalada familia tolimense, durante la estancia de sus padres en Francia por motivos de salud de la madre de Mario. Al breve tiempo, la familia regresó a Colombia y Mario ingresó al Instituto de la Salle. Luego, en 1932 la familia de Mario Laserna se trasladó a Nueva York cuando este tenía nueve años de edad y estudió en la Escuela Pública de Jackson Heights en Queens. 
En 1934 la familia regresó a vivir a Bogotá, estudió en el Instituto de la Salle durante tres años y posteriormente ingresó al Gimnasio Moderno, en donde se graduó de bachiller en 1940. Al finalizar su bachillerato cursó tres años de Derecho en la Universidad del Rosario y viajó a Estados Unidos en septiembre de 1944 para estudiar en la Universidad de Columbia por recomendación del escritor y filósofo Nicolás Gómez Dávila, quien era su mentor. Allí obtuvo su grado en Matemáticas y Humanidades en 1948.
Al graduarse en 1948, luego del 9 de abril cuando su casa fue quemada, regresó a Colombia para crear una institución privada de enseñanza superior laica en la ciudad de Bogotá. Su gestión se consolidó el 16 de noviembre de 1948, cuando la Universidad de los Andes se hizo realidad con la ayuda de diversos personajes como Nicolás Gómez Dávila, Francisco Pizano de Brigard, Mauricio Obregón, Hernán Echavarría, Jorge Franco Holguín y Alfonso López Michelsen y con un Consejo Consultivo conformado por destacadas personalidades a nivel mundial como Albert Einstein, John von Neumann y Thornton Wilder, a quienes contactó personalmente para que prestaran su apoyo intelectual al proyecto.
En 1951 viajó a Estados Unidos para estudiar una maestría en filosofía en la Universidad de Princeton, la cual culminó en 1952. Durante esta época falleció su padre. A su regreso a Colombia en septiembre del mismo año, aceptó el cargo de director de la revista Semana. En agosto de 1953 fue nombrado rector de la Universidad de Los Andes y permaneció en el cargo hasta 1954, adquiriendo durante su gestión los terrenos del campus de la institución. 
En 1953 Alberto Lleras Camargo renunció a la Secretaría general de la OEA para asumir la rectoría de la Universidad de los Andes. En 1955 Laserna viajó a Alemania con su esposa y sus tres hijas y estudió alemán y filosofía en la Universidad de Heidelberg. Al año siguiente, ante el cierre del diario El Espectador por el gobierno de Gustavo Rojas Pinilla regresó a Colombia y fundó el periódico "El Mercurio" con la ayuda de Pedro Gómez Valderrama. Entre 1958 y 1960 se desempeñó como rector de la Universidad Nacional de Colombia, en donde estableció los periodos académicos semestrales y el sistema de departamentos y programas. 
En 1960, tras finalizar su periodo como rector de la Universidad Nacional, se retiró a vivir a Berlín para realizar un Doctorado en Filosofía en la Universidad Libre de Berlín, obteniendo su título el 19 de marzo de 1963 con tesis doctoral laureada, titulada "Lógica de clases y la división formal de la ciencia". El 10 de junio de 1962 recibió el Grado Honoris Causa en Leyes de la Universidad Brandeis.
En 1967 y durante un breve periodo fue nombrado rector encargado de la Universidad de Los Andes y en 1968 fue elegido Concejal de Bogotá por el Partido Conservador, cargo que ejerció hasta 1970 y en el cual lideró algunos proyectos de conservación de La Candelaria. Posteriormente fue elegido miembro del Directorio Nacional Conservador, director del diario "La República" y en 1975 Concejal de Ibagué. Entre 1976 y 1979 se desempeñó como embajador de Colombia en Francia, designado por el presidente Alfonso López Michelsen.
A principios de la década de 1980 le ofrecieron una cátedra en la Universidad Ludwig Maximilian de Múnich y también enseñó en la Universidad de Viena. El 23 de julio de 1987 el presidente Virgilio Barco lo nombró embajador de Colombia en Austria, estableciendo su residencia en Viena, desde donde viajaba todos los fines de semana a Múnich, en donde conservó la cátedra universitaria. Permaneció en el cargo de embajador hasta el 13 de marzo de 1991. 
A su regreso de Europa aceptó ser incluido para las elecciones legislativas de 1991 en una lista del partido político Alianza Democrática M-19, por el cual fue elegido Senador de la República de Colombia en el periodo 1991-1994. Posteriormente residió por un tiempo en Estados Unidos, allí Mario se vincula al Santa Fe Institute of Complexity. En 1999 regresó a Colombia y se trasladó a vivir a una finca en el departamento de Tolima, en donde permaneció tres años y desde donde regresó a vivir a su casa en el centro histórico de Bogotá.
El 10 de septiembre de 2003 le fue concedida la condecoración de la Orden de Boyacá en el grado de Gran Cruz por parte del presidente Álvaro Uribe Vélez, por su amplia trayectoria y contribución al país. Como parte de la celebración de los 60 años de la Universidad de Los Andes, el 15 de noviembre de 2007 se inauguró el edificio Mario Laserna en su honor, en el cual funcionan la Facultad de Ingeniería y la Biblioteca Ramón de Zubiría.

### Fallecimiento
Falleció el 16 de julio de 2013 a los 89 años, en la ciudad de Ibagué, tras sufrir múltiples quebrantos de salud. Durante sus últimos años padeció de Alzheimer.

## Familia
Mario era hijo de Francisco Antonio Laserna Bravo y de su esposa Helena Pinzón Castilla. Era el menor de siete hermanos. Dos de sus hermanos fueron los empresarios Jaime y Guillermo Laserna Pinzón. Guillermo es el padre del periodista, empresario y presentador Paulo Laserna Phillips, quien ha dirigido los canales privados colombianos Caracol y RCN, y se hizo famoso por presentar el programa ¿Quien Quiere Ser Millonario? en Colombia.

### Relaciones sentimentales
Estuvo casado dos veces, la primera con la colombiana Liliana Jaramillo, y la segunda con la austriaca Carolina Schönburg. Con Liliana, Mario contrajo matrimonio en 1949, y tuvo a sus hijos Juan Mario, Dorotea, Catalina, Liliana y Carmen Julia Laserna Jaramillo. En 1979, a su regreso a Colombia, Laserna se separó de su esposa Liliana, después de 32 años de matrimonio. Luego conoció en Bogotá a la austriaca Carolina Schönburg Hartenstein, con quien contrajo matrimonio civil. En 1992 Mario conoció a Martha Ballesteros, una psicoterapeuta con quien se unió sentimentalmente por 10 años.

### Descendencia
Su hijo menor, Juan Mario Laserna, fue un político y economista que desempeñó altos cargos en la administración de los gobiernos de César Gaviria, Ernesto Samper, Andrés Pastrana y Álvaro Uribe, también fue senador de 2010 a 2014 por el Partido Conservador y falleció en 2016, a la temprana edad de 48 años, víctima de un accidente de tránsito. Una de sus hijas, Dorotea Laserna contrajo matrimonio con el político conservador Ignacio Valencia López, de quien tuvo a sus tres hijos: Cayetana (casada con el periodista Juan Carlos Pastrana Arango, hijo y hermano de los expresidentes Misael y Andrés Pastrana, respectivamente), Paloma (abogada y política, actual senadora por el Partido Centro Democrático, casada con el biznieto del médico español Ignacio Barraquer), y Pedro Agustín Valencia.

## Obras
- Misión y problema de la universidad. Bogotá: Universidad de los Andes, 1955. (Coautoría con Alberto Lleras Camargo)
- Estado fuerte o caudillo: el dilema colombiano. Bogotá: Ediciones Mito, 1961
- Klassenlogik und formale Einteilung der Wissenschaft. Berlín: Druck: E. Reuter-Gesellschaft, 1963. (Dissertation)
- Rousseau y la antinomia de la libertad de Loewenthal. Bogotá: 1965.
- Estado, consenso, democracia y desarrollo. Bogotá: Ediciones Tercer Mundo, 1966.
- La revolución, ¿para qué?: y otros ensayos. Bogotá: Ed. Revista Colombiana, 1966.
- Individuo y sociedad. Bogotá:, Editorial Revista Colombiana. 1969.
- Sociedad post-industrial y países sub-desarrollados. Bogotá: Universidad de los Andes, Programa Alta Gerencia, 1970.
- Informe sobre las UPAC y sus incidencias sociales y económicas. Bogotá: Tall. Ed. de la Impr. Nacional de Colombia, 1974. ISBN 958-601-074-0
- Bolívar, un euro-americano frente a la Ilustración: y otros ensayos de interpretación de la historia indo-iberoamericana. Bogotá: Ediciones Tercer Mundo, 1986. ISBN 958-601-074-0
- Dos ensayos sobre la posibilidad de la historia: Carta de Heidelberg. Bogotá: Ediciones Uniandes, 1999. ISBN 958-695-030-1
- Reflexiones sobre la Revolución Científica del siglo XVII. Bogotá: Universidad de los Andes, 2003. ISBN 958-695-102-2  Archivado el 23 de septiembre de 2009 en Wayback Machine.
- La Crítica de la Razón Pura, Metalenguaje de la Ciencia. Bogotá: Universidad de los Andes, 2004. ISBN 958-695-136-7  Archivado el 8 de junio de 2008 en Wayback Machine.